# Szurszkojei járás

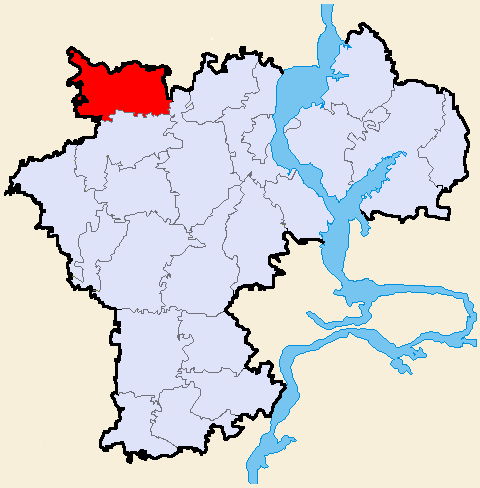
A Szurszkojei járás az Uljanovszki területen

A Szurszkojei járás (oroszul Сурский район) Oroszország egyik járása az Uljanovszki területen. Székhelye Szurszkoje.

## Népesség
- 2002-ben lakosságának 87%-a orosz, 5%-a mordvin, 4%-a csuvas, 1%-a tatár.
- 2010-ben 19 430 lakosa volt, melynek 87,4%-a orosz, 5,1%-a mordvin, 4,1%-a csuvas, 1,5%-a tatár.